# Wawa (Kanada)

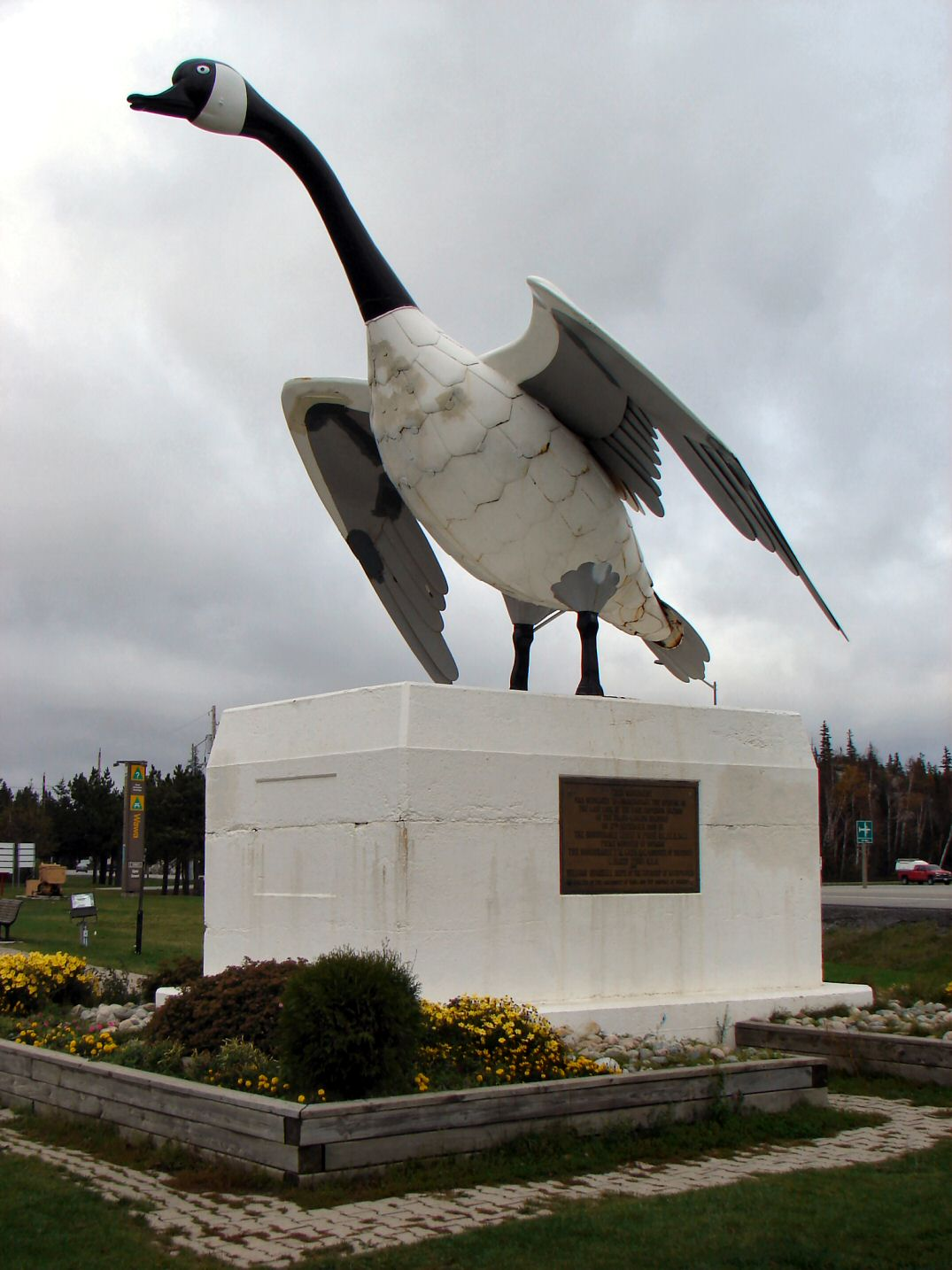
Statua gęsi w Wawa, widoczna z autostrady transkanadyjskiej

Wawa – miejscowość (en:community) w północnym Ontario w Kanadzie. Administracyjnie, Wawa należy do gminy Michipicoten, dystrykt Algoma, prowincja Ontario.
Wawa położona jest nad jeziorem o tej samej nazwie, w pobliżu północno-wschodniego krańca Jeziora Górnego, około 220 km na północ od Sault Ste. Marie. W pobliżu Wawa znajduje się obszar chroniony zwany "Lake Superior Provincial Park".
Nazwa Wawa pochodzi od słowa wewe w języku odżibwe oznaczającym dziką gęś.